# 下山村駅
下山村駅（しもやまむらえき）は、長野県飯田市鼎下山にある、東海旅客鉄道（JR東海）飯田線の駅である。

## 歴史
かつては製糸会社「天竜社」工場への通勤客が利用していたが、近年は飯田OIDE長姫高等学校（旧飯田長姫高等学校）の通学生が主な利用客である。また、飯田線の南側から飯田高等学校へ通う生徒も利用している。

### 年表
- 1926年（大正15年）12月17日：伊那電気鉄道伊那八幡 - 飯田間延伸時に下山村停留場として開設[1]。旅客駅[2]。
- 1943年（昭和18年）8月1日：伊那電気鉄道線が飯田線の一部として国有化、鉄道省に移管[4]。同時に駅に昇格し、下山村駅となる[2]。
- 1948年（昭和23年）5月21日： 荷物扱い開始[5]。
- 1971年（昭和46年）12月1日：荷物扱い廃止[6]。無人駅化[7]。
- 1987年（昭和62年）4月1日：国鉄分割民営化に伴い、JR東海の駅となる[2][8]。

## 駅構造
単式ホーム1面1線を有する地上駅。飯田駅管理の無人駅で駅舎は無く、ホーム上に待合所がある。

## 利用状況
1日平均乗車人員は以下の通り。
- 2003年度 - 71人
- 2004年度 - 72人
- 2005年度 - 64人
- 2006年度 - 56人
- 2007年度 - 53人[1]
- 2008年度 - 52人
- 2009年度 - 41人[1]
- 2010年度 - 38人
- 2011年度 - 44人
- 2012年度 - 47人
- 2013年度 - 52人
- 2014年度 - 46人
- 2015年度 - 38人
- 2016年度 - 39人
- 2017年度 - 39人
- 2018年度 - 41人

## 駅周辺
- みどりの広場（みなみ信州農業協同組合|JAみなみ信州 生産部）（飯田市農業振興センター）[1]
- 天竜社（製糸工場）鼎工場跡[1]
- 西友飯田鼎店

## 下山ダッシュ
当駅から長野県飯田高等学校の最寄り駅である伊那上郷駅まで鉄道では6.4 kmの距離だが、線路がΩ状カーブとなっているため直線距離では2 km程度である。また、飯田駅で列車交換を行うために20分以上掛かる電車もあり、飯田高校の学生の中には当駅で一度電車を降りた後に、走って移動すればもう一度同じ電車に乗れると駅間をダッシュして登校する学生もいると言われる。これは俗に「下山ダッシュ」と呼ばれる。
これが『究極超人あ〜る』（1991年制作・OVA）で紹介され、またそれを検証した『探偵!ナイトスクープ』（1995年3月放送「電車vs人間 飯田線の闘い」）で知られるようになる（14分以内で到着する必要があるケースで挑み、結果はギリギリ成功）。
しかし実際には、
- 当駅から伊那上郷駅までは高低差が73 mあるために[3]急な上り坂が続く箇所があり[1]、また途中で国道151号を横断する必要があって危険である[1]。
- 前述の通り、伊那上郷駅は飯田高校の最寄り駅であり、そこから再び電車に乗る必要は無い（登校時に電車で伊那上郷駅まで行くより、当駅で降りて高校まで走った方が早く到着する、という可能性はある）。

といった事情から、若干誤りを含んで伝わっている可能性がある。

## 隣の駅
東海旅客鉄道（JR東海）
CD 飯田線
伊那八幡駅 - 下山村駅 - 鼎駅